# فراری از گروه مجرمان
فراری از گروه مجرمان (به انگلیسی: I Am a Fugitive from a Chain Gang) فیلمی به کارگردانی مروین لیروی است.